# Gerda Christian
Gerda Christian z d. Daranowski; znana także jako „Dara” (ur. 13 grudnia 1913 w Berlinie, zm. 14 kwietnia 1997 w Düsseldorfie) – jedna z sekretarek w Osobistej Adiutanturze Führera (Persönlichen Adjutantur des Führers).

## Życiorys
Po ukończeniu szkoły, ze względu na urodę, została zatrudniona jako biuralistka w perfumerii Elizabeth Arden w Berlinie. Od 1934 pracowała w prywatnej kancelarii Hitlera. Od 1937 była sekretarką (trzecią z kolei po Wolf i Schroeder) w Osobistej Adiutanturze Hitlera, towarzyszącą mu z przerwami od 1937 do 1 maja 1945 we wszystkich Głównych Kwaterach Wodza. W 1943 czasowo została zastąpiona przez Traudl Junge.
Istnieją niepotwierdzone informacje o wcześniejszym (lata 30.) małżeństwie „Dary” z kierowcą Hitlera – Erichem Kempką i romansie (w latach 1941–1943) z adiutantem Hitlera Richardem Schulze-Kossensem. Od 2 lutego 1943 do 1946 była żoną generała majora Eckharda Christiana – adiutanta Szefa Sztabu Oberkommando der Wehrmacht, Alfreda Jodla – przy FHQ. W 1946 rozwiodła się z nim.
Nocą 1 maja podjęła udaną ucieczkę z bunkra Hitlera w Berlinie w tzw. I grupie uciekinierów pod dowództwem Wilhelma Mohnkego. Złapana przez żołnierzy radzieckich, została wielokrotnie zgwałcona.
Po wojnie osiadła w Düsseldorfie, gdzie pracowała w hotelu „Eden”. Została przyjaciółką Wernera Naumanna – byłego sekretarza stanu w Ministerstwie Propagandy Josepha Goebbelsa, a po wojnie jednego z liderów ruchu neonazistowskiego w Niemczech.